# Savage (Rapper)

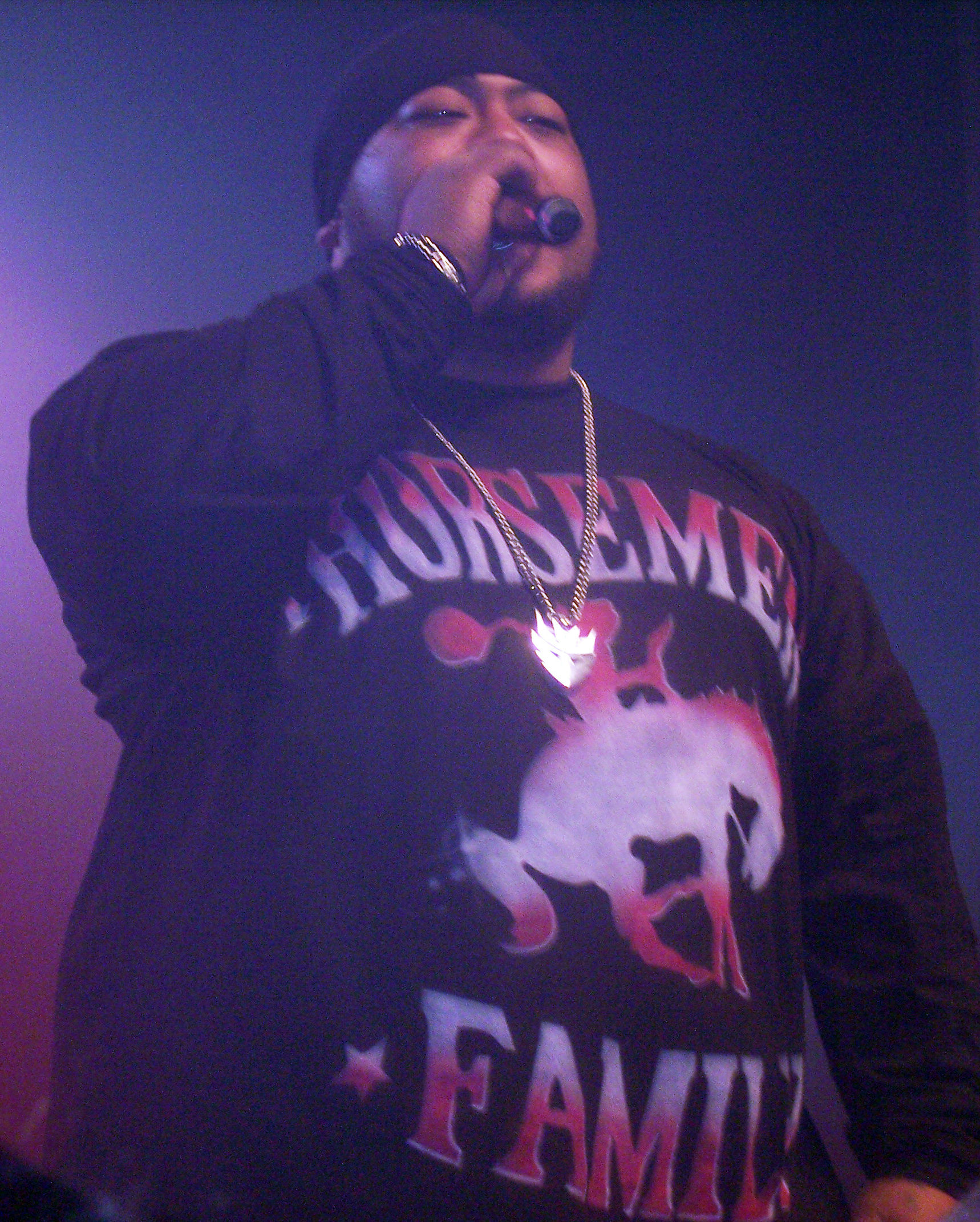
Savage (2007)

Savage (* 28. Juni 1981 in Auckland als Demetrius Chris Savelio) ist ein neuseeländischer Rapper samoanischer Abstammung.

## Biografie
Savage gründete 1996 mit drei weiteren Rappern aus seiner Heimatstadt die Hip-Hop-Gruppe Deceptikonz. 2002 veröffentlichten sie ihr Debütalbum. Bereits ein Jahr später veröffentlichte mit Mareko das erste Mitglied erfolgreich ein Soloalbum. Savage zog 2005 nach und gab sein Solodebüt. Gleich mit seiner ersten Single Swing! hatte er einen großen Hit, der fünf Wochen lang auf Platz eins der neuseeländischen Charts stand und auch in Australien Interesse weckte. Mit der zweiten Single Moon Shine, für die er die Zusammenarbeit des US-Musikers Akon gewinnen konnte, stand er sogar sieben Wochen an der Spitze. Beide Singles erreichten Platin-Status. Das Debütalbum Moonshine erreichte Platz zwei und enthielt mit They Don’t Know, bei dem die Sängerin Aaradhna beteiligt war, einen weiteren Tophit.
Nach einem weiteren Album mit Deceptikonz wurde das Lied Swing für die US-Komödie Beim ersten Mal entdeckt, die 2007 in die Kinos kam. Daraufhin nahm Savage das Stück zusammen mit dem US-Rapper Soulja Boy neu auf und veröffentlichte es im Jahr darauf in den Vereinigten Staaten. Die Single kam bis auf Platz 45 der US-Singlecharts und verkaufte sich über eine Million Mal. Der Song ist in dieser Version auch auf dem zweiten Album des Rappers mit dem Titel Savage Island enthalten, das 2009 in Neuseeland und den USA erschien. Es erreichte immerhin Platz 76 der US-R&B/Hip-Hop-Charts. In seiner Heimat kam es auf Platz 9 und brachte inklusive des Swing-Remixes drei Chartsingles hervor.
Nach einem erneuten Intermezzo mit Deceptikonz arbeitete Savage an seinem dritten Soloalbum Mayhem & Miracles, das im Juni 2012 veröffentlicht wurde. Dieses konnte jedoch nicht an die Vorgänger anknüpfen und kam lediglich auf Platz 25 in Neuseeland. Singleerfolge gab es keine. Dafür wurde Swing ein Jahr später ein drittes Mal zum Hit. Diesmal nahm sich der australische DJ Joel Fletcher den Song vor und veröffentlichte seinen Remix in seiner Heimat. Er kam auf Platz 2 der australischen Charts und wurde mit 3-fach-Platin ausgezeichnet.
Im Jahr 2014 war es dann erneut ein Australier, der Savage einen weiteren Hit bescherte. Der aufstrebende DJ Timmy Trumpet hatte früh im Jahr einen kleineren Hit in seiner Heimat mit seinem Stück Freaks. Mitte des Jahres holte er Savage dazu und nahm das Lied noch einmal mit seiner Rapbegleitung auf. Daraufhin wurde Freaks zum Nummer-drei-Hit in Australien und in Neuseeland kam der Rapper zum dritten Mal auf Platz 1. Diesmal wurde die Single auch in Europa veröffentlicht und kam um den Jahreswechsel in einigen Ländern in die Charts.

## Diskografie

### Alben
| Jahr | Titel               | Höchstplatzierung, Gesamtwochen, AuszeichnungChartplatzierungen (Jahr, Titel, Platzierungen, Wochen, Auszeichnungen, Anmerkungen) | Höchstplatzierung, Gesamtwochen, AuszeichnungChartplatzierungen (Jahr, Titel, Platzierungen, Wochen, Auszeichnungen, Anmerkungen) | Höchstplatzierung, Gesamtwochen, AuszeichnungChartplatzierungen (Jahr, Titel, Platzierungen, Wochen, Auszeichnungen, Anmerkungen) | Höchstplatzierung, Gesamtwochen, AuszeichnungChartplatzierungen (Jahr, Titel, Platzierungen, Wochen, Auszeichnungen, Anmerkungen) | Anmerkungen                             |
| Jahr | Titel               | NZ | AU | CH | US | Anmerkungen                             |
| ---- | ------------------- | --- | --- | --- | --- | --------------------------------------- |
| 2005 | Moonshine           | NZ2 ×2Doppelplatin · (11 Wo.)NZ                                                                                                   | — | — | — | Erstveröffentlichung: 11. April 2005    |
| 2008 | Savage Island       | NZ9 Gold · (5 Wo.)NZ | — | — | — | Erstveröffentlichung: 23. Dezember 2008 |
| 2012 | Mayhem and Miracles | NZ25 (1 Wo.)NZ | — | — | — | Erstveröffentlichung: 29. Juni 2012     |

### Singles
| Jahr | Titel Album                         | Höchstplatzierung, Gesamtwochen, AuszeichnungChartplatzierungen (Jahr, Titel, Album, Platzierungen, Wochen, Auszeichnungen, Anmerkungen) | Höchstplatzierung, Gesamtwochen, AuszeichnungChartplatzierungen (Jahr, Titel, Album, Platzierungen, Wochen, Auszeichnungen, Anmerkungen) | Höchstplatzierung, Gesamtwochen, AuszeichnungChartplatzierungen (Jahr, Titel, Album, Platzierungen, Wochen, Auszeichnungen, Anmerkungen) | Höchstplatzierung, Gesamtwochen, AuszeichnungChartplatzierungen (Jahr, Titel, Album, Platzierungen, Wochen, Auszeichnungen, Anmerkungen) | Anmerkungen                                                          |
| Jahr | Titel Album                         | NZ | AU | CH | US | Anmerkungen                                                          |
| ---- | ----------------------------------- | --- | --- | --- | --- | -------------------------------------------------------------------- |
| 2005 | Swing! Moonshine                    | NZ1 Platin · (24 Wo.)NZ | AU36 ×2Doppelplatin · (3 Wo.)AU | — | — | Erstveröffentlichung: Januar 2005                                    |
| 2005 | Moonshine                           | NZ1 Platin · (16 Wo.)NZ | AU9 Gold · (18 Wo.)AU | — | — | feat. Akon                                                           |
| 2005 | They Don’t Know Moonshine           | NZ3 ×5Fünffachplatin · (18 Wo.)NZ | AU26 (10 Wo.)AU | — | — | Erstveröffentlichung: 3. Oktober 2005 feat. Aaradhna                 |
| 2008 | Swing Savage Island                 | — | — | — | US45 ×2Doppelplatin · (20 Wo.)US | feat. Soulja Boy Tell’em                                             |
| 2009 | Wild Out (Chooo Hooo) Savage Island | NZ6 Gold · (14 Wo.)NZ | — | — | — | feat. Baby Bash                                                      |
| 2009 | Hot Like Fire Savage Island         | NZ26 (6 Wo.)NZ | — | — | — | feat. Rock City                                                      |
| 2012 | Vibrations –                        | NZ7 (2 Wo.)NZ | — | — | — | Jade Louise feat. Savage                                             |
| 2013 | Swing –                             | — | AU2 ×4Vierfachplatin · (24 Wo.)AU | — | — | Erstveröffentlichung: 31. Oktober 2013 mit Joel Fletcher             |
| 2014 | Freaks –                            | NZ1 ×5Fünffachplatin · (28 Wo.)NZ | AU3 ×9Neunfachplatin · (29 Wo.)AU | CH73 (1 Wo.)CH | US— PlatinUS | Erstveröffentlichung: 1. August 2014 · mit Timmy Trumpet; UK: Silber |

Weitere Singles
- 2005: If You Love Savage
- 2009: I Love the Islands
- 2011: This Is Me
- 2011: I Promise
- 2012: Twerk
- 2012: Because of You
- 2016: We Wanna Party (mit TJR)